# Badlands (episodio de Falling Skies)
Badlands es el tercer episodio de la tercera temporada y vigésimo tercer episodio a lo largo de la serie de drama y ciencia ficción de TNT, Falling Skies; fue escrito por John Wirth y dirigido por David Solomon y salió al aire el 16 de junio de 2013 en Estados Unidos.
El segundo aniversario de la invasión alienígena se acerca rápidamente mientras que los habitantes de Charleston se preparan para una nueva y devastadora ofensiva. Un ataque de un francotirador crea preguntas y dudas en el nuevo gobierno. Mientras que Hal cree que conoce la identidad del espía y la preocupación de Anne por su bebé continúa creciendo. 

## Argumento
Los miembros de la 2nd Mass montan guardia para prevenir el ataque de los Espheni mientras Matt va cambiando las baterías de los radios hasta llegar a donde se encuentran Pope, "Crazy" Lee y Tector, llevándoles algo de comida. Pronto se revela que alguien los observa a través de la mira de un arma. Lee decide separarse del grupo pues necesita ir al baño, Pope le pide que se ponga un chaleco que hicieron con la rueda de un tractor, ella se lo pone y se aleja. Mientras Matt espía un poco a Lee, Pope y Tector comienzan a hacer bromas al respecto, el tiroteo comienza y Pope corre para ver si Lee se encuentra bien, descubriendo que la bala que impactó en el chaleco no la hirió pero provocó que cayera y una varilla atravesó su cabeza, dejándola ciega.
Por otra parte, mientras Anne intenta tomar una muestra de sangre de Alexis, la niña se niega retirando el pie y diciendo "no", lo que desconcierta a Anne, quien aun así logra tomar la muestra y cuando está a punto de examinarla en el microscopio, nota que Alexis está de pie en su cuna, lo que la altera aún más y tira el aparato al suelo. Lourdes entra y la encuentra acurrucada en una esquina y le pregunta qué le pasa y Anne le confiesa lo que ha estado ocurriendo con la niña desde que nació y que sospecha que no es humana.
Tom es puesto al tanto sobre el tiroteo y junto a Weaver llegan al lugar y al derribar a uno de los atacantes descubren que son humanos. Al llegar a donde se encuentra Tector, este les informa la situación de Lee y que ha localizado al tirador en un edificio cercano a ellos. Tom intenta entablar el diálogo pero cuando el tirador dispara, Weaver hace lo mismo con una bazooka. Cuando van a ver si el tirador sobrevivió, se dan cuenta de que sigue vivo y que se trata de una mujer. Mientras tanto, Maggie descubre a Hal empacando sus cosas y le pregunta qué está haciendo y él le dice que se irá pues sospecha que él es espía y no permitirá seguir dándole información a Karen. Maggie le responde que no lo dejará ir y tampoco dejará que Karen gane. Hal le confiesa que Karen le implantó algo para controlarlo mentalmente. Lourdes acude a Tom para contarle lo que está pasando con Anne y le asegura que Alexis está bien pues al nacer le realizaron pruebas y no salió ninguna anomalía. Anne se molesta con Tom y le pide que no crea que está loca. Más tarde, también le reclama a Lourdes por haberle contado a Tom.
Lee es llevada al hospital para que reciba atención médica pero Lourdes le dice a Pope que no pueden hacer nada pues la varilla perforó una arteria, provocando una hemorragia y si es removida le causará la muerte, pues está actuando como tapón. Poco después, Tom visita a Lee en el hospital, provocando los reclamos de Pope. Más tarde, Lee le pide a Pope que cuando termine la invasión, ellos y Matt hagan un viaje a Disneyland pero Pope le dice que no puede ir ahí pues le prohibieron la entrada por pelearse a golpes con Goofy, un momento después, Lee muere.
Más tarde, en la ceremonia para conmemorar el segundo aniversario de la invasión, en el que será inaugurada una escultura ideada por Jeanne, a la cual han llamado el Árbol de la Libertad; Tom da un discurso sobre la muerte de Lee y el resto de los familiares y amigos de los refugiados en Charleston. Cuando proceden a colgar las hojas -que contienen los nombres de todos los fallecidos- en el árbol, algunos beamers aparecen en el cielo y el pánico entre la gente se hace presente ante el nuevo ataque de los Espheni. Mientras Anne trata de proteger a Alexis, la bebé mira hacia el cielo y sonríe.

## Elenco
| - Noah Wyle como Tom Mason. - Moon Bloodgood como Anne Glass. - Drew Roy como Hal Mason. - Connor Jessup como Ben Mason. - Maxim Knight como Matt Mason. - Seychelle Gabriel como Lourdes Delgado. - Mpho Koahu como Anthony. - Sarah Sanguin Carter como Maggie. - Colin Cunningham como John Pope. - Will Patton como Coronel Weaver. | - Luciana Carro como "Crazy" Lee. - Brad Kelly como Lyle. - Ryan Robbins como Tector Murphy. - Laci Mailey como Jeanne Weaver. - Megan Danso como Denny. - Luvia Petersen como la Teniente Katherine Fisher - Gloria Reuben como Marina Perlata. - Matt Frewer como el General Bressler. |

## Continuidad
- En este episodio tiene lugar el segundo aniversario de la invasión alienígena.
- Cochise estuvo ausente, por lo que el actor Doug Jones no fue acreditado.

- Algo similar sucedía en la primera temporada con Jessy Schram, que a pesar de ser un personaje principal, solo era acreditada en los episodios en los que Karen, su personaje, estaba presente.

## Recepción

### Recepción de la crítica
Chris Carabott de IGN, calificó al episodio como bueno, dándole una puntuación de 7.7 y aplaudiendo las actuaciones de Colin Cunningham y Maxim Knight, diciendo: «Colin y Maxim nos dieron la oportunidad de explorar la poco ortodoxa relación de amistad entre Pope y Matt fraternizando a través del dolor y ambos actores lo manejaron muy bien». Además, resaltó la interpretación de Luciana Carro, agregando: «el episodio emocional de "Crazy" Lee fue ingeniosamente elaborado para mostrarnos la actual situación desde la perspectiva de Pope, pero Luciana Carro tuvo muy poco que mostrarnos sobre su personaje, sin embargo, hizo un excelente trabajo con lo que le dieron. Para un personaje que me importaba muy poco, fue triste verla partir».
Meredith Jacobs, de The Examiner, le dio una puntuación de 4 sobre 5 a este episodio, argumentando: "No tuvo la acción que vimos en los dos primeros episodios, pero Badlands se mantuvo sólido, mientras que el drama de TNT continúa mostrando por qué esta será su mejor temporada hasta ahora. Mientras tanto, este episodio también destacó una de las mejores dinámicas de la serie, vimos a la mitad de una relación negándose a darse por vencida, continuó una historia espeluznante, y le recordó a la 2nd Mass lo que es perder a uno de sus mejores -y más locos- combatientes, "Crazy" Lee. Ella -y su intérprete, Luciana Carro- será echada de menos".

### Recepción del público
En Estados Unidos, Badlands fue visto por 2.79 millones de espectadores, de acuerdo con Nielsen Media Research, convirtiéndose en el episodio con menor audiencia a lo largo de la serie, desplazando a Death March, el octavo episodio de la segunda temporada.